# Elaine Cheris
Elaine Gayle Ingram-Cheris (Dothan, 8 gennaio 1946) è un'ex schermitrice statunitense.

## Biografia
Ha partecipato ai Giochi della XXIV Olimpiade di Seul nel 1988 ed ai Giochi della XXVI Olimpiade di Atlanta nel 1996.

## Palmarès
In carriera ha conseguito i seguenti risultati:
- Giochi Panamericani:

Indianapolis 1987: oro nel fioretto a squadre.
L'Avana 1991: oro nella spada a squadre.